# Discopeltis bellula
Discopeltis bellula är en skalbaggsart som beskrevs av Karl Henrik Boheman 1857. Discopeltis bellula ingår i släktet Discopeltis och familjen Cetoniidae. Utöver nominatformen finns också underarten D. b. cinctipennis.